# فیث اند میوز
فیث اند میوز (به انگلیسی: Faith and the Muse) گروهٔ موسیقی راک آمریکایی می‌باشد که مونیکا ریچاردز و ویلیام فیث آن را تشکیل داده‌اند. موسیقی این گروه سبک‌های زیادی را در برمی‌گیرد از موسیقی فولک گرفته تا دارک ویو. ریچاردز خوانندهٔ اصلی گروه می‌باشد هر چند با اینکه فیث یک یا دوتا از ترانه‌های هر آلبوم را می‌خواند.